# Octolasmis unguisiformis
Octolasmis unguisiformis is een rankpootkreeftensoort uit de familie van de Poecilasmatidae. De wetenschappelijke naam van de soort is voor het eerst geldig gepubliceerd in 2003 door Kobayashi & Kato.